# Cherenkov Telescope Array
Pour les articles homonymes, voir CTA.
Le Cherenkov Telescope Array (en français réseau de Télescopes Tcherenkov), le plus souvent désigné par son acronyme CTA est une nouvelle génération de télescopes gamma basés au sol, travaillant dans une gamme d'énergie allant de quelques GeV à plus de 300 TeV. Les études de cet observatoire astronomique commencent en 2008. Après une longue phase de conception et de prototypage qui s'achève en 2009, la construction doit débuter en 2020 et s'achever en 2025. Le CTA est composé de 118 télescopes à imagerie Tcherenkov atmosphériques de trois types installés sur deux sites : un site dans l'hémisphère nord à La Palma (îles Canaries) qui s'intéresse en particulier à l'étude des objets extragalactiques aux plus basses énergies possibles, et un second site dans l'hémisphère sud près de l'observatoire du Cerro Paranal au Chili, qui couvre la gamme complète d'énergie et se concentre sur les sources galactiques.

## Contexte

### Le rayonnement gamma d'origine cosmique
Les événements cosmiques les plus violents, jets relativistes produits par des trous noirs supermassifs (blazars), sursauts gamma, etc., produisent un rayonnement gamma c'est-à-dire des photons dont l'énergie est comprise entre quelques keV et des centaines de TeV. L'observation de ce rayonnement fournit des informations précieuses sur les processus à l’œuvre mais ils ne peuvent être observés directement depuis le sol car les rayons gamma sont interceptés par l'atmosphère terrestre. Les premières observations des rayons gamma d'origine cosmique sont effectuées à partir des années 1960 d'abord à l'aide d'instruments embarqués sur des ballons-sondes se hissant au-dessus des couches basses de l'atmosphère puis par des observatoires spatiaux. Les instruments embarqués ne disposent toutefois que de surfaces collectrices de quelques centaines de centimètres carrés. Or les rayons gamma sont rares : il arrive en moyenne un rayon gamma par mètre carré et par an depuis les sources les plus brillantes et un par mètre carré et par siècle pour les sources les plus faibles.

### Les télescopes à imagerie Tcherenkov atmosphériques
Lorsqu'il pénètre dans l'atmosphère terrestre à la vitesse de la lumière, le rayon gamma produit des cascades de particules en produisant un sursaut de lumière bleue appelée effet Vavilov-Tcherenkov. Celui-ci est produit par la formidable quantité d'énergie portée par ce rayonnement combiné au fait que le rayon gamma pénètre dans l'air à la vitesse de la lumière alors que dans ce milieu les photons ont une vitesse maximale légèrement réduite (0,03%). La lumière produite par ce phénomène est générée dans un cercle de 250 mètres de diamètre durant quelques nanosecondes. L'observatoire Cherenkov Telescope Array doit utiliser des télescopes à imagerie Tcherenkov atmosphérique qui exploite ce phénomène. Ces télescopes utilisent de grands miroirs pour faire converger l'effet Vavilov-Tcherenkov produit dans le domaine optique (visible et ultraviolet). L'effet Vavilov-Tcherenkov est extrêmement ténu et ne dure que quelques nanosecondes. Les caméras qui équipent les télescopes doivent avoir des temps d'exposition extrêmement courts pour pouvoir enregistrer ces événements. Elles utilisent des tubes photomultiplicateurs classiques de type PMT ou en silicium de type SiPM pour transformer la lumière collectée en une image de la cascade,.

## Historique du projet
La première détection d'un rayon gamma depuis le sol est réalisé en 1989 à l'aide du télescope Fred Lawrence Whipple. Plusieurs observatoires exploitant l'effet Vavilov-Tcherenkov sont par la suite créés : HESS (High Energy Stereoscopic System) en 2002 en Namibie, MAGIC (Major Atmospheric Gamma Imaging Cherenkov) en 2004 à La Palma (îles Canaries) et VERITAS (Very Energetic Radiation Imaging Telescope Array System) en Arizona en 2005. Ces observatoires démontrent la viabilité technique de ce type d'observation et permettent d'obtenir des résultats scientifiques importants ouvrant la voie à un projet beaucoup plus ambitieux : le CTA.
Le projet d'observatoire CTA est proposé et développé par le consortium CTA (CTAC) qui est créé en 2008 et réunit en 2019 plus de 1 400 membres venant de 200 laboratoires de recherche dans 32 pays du monde. En 2014, le CTA Observatory (CTAO) est créé à Heidelberg pour fournir un cadre légal aux opérations du bureau d'études et aux contrats passés pour la construction de l'observatoire. Entre 2010 et 2013, le consortium CTA effectue une étude pour identifier les sites susceptibles d'accueillir l'observatoire. Les sites de La Palma (îles Canaries) et de l'observatoire du Cerro Paranal au Chili sont sélectionnés en juillet 2015. En 2016, le siège du CTA est installé à Bologne en Italie tandis que Zeuthen près de Berlin en Allemagne, est retenu pour héberger le centre de traitement des données.
Trois architectures sont proposées pour le télescope de petite taille (SST). En juin 2019 l'architecture ASTRI (Astrofisica con Specchi a Tecnologia replicante Italiana) à deux miroirs proposé par une équipe menée par l'Italie (INAF) équipée d'une caméra CHEC (Compact High-Energy Camera) est sélectionnée. L'architecture des télescopes de taille moyenne et grande (MST et LST) doit être définie d'ici fin 2019,.
Le coût du projet est évalué en octobre 2019 à 310 millions d'euros.

## Organisation
Deux organismes assurent le fonctionnement du projet. Le consortium CTA (CTAC), qui réunit en 2019 plus de 1 400 membres venant de 200 laboratoires dans 31 pays du monde, définit les objectifs scientifiques de l'observatoire et sera responsable de l'analyse scientifique des données et de la publication des résultats. Les instituts de recherche membres du consortium fournissent des éléments de l'observatoire et prennent en charge sa recette avant sa mise en service et les opérations scientifiques. Les laboratoires français participant à l'effort commun dans des laboratoires du CEA et du CNRS, plus précisément de ses instituts : l'Institut national de physique nucléaire et de physique des particules et l'Institut national des sciences de l'univers. CTA est conçu et est construit par une collaboration internationale de scientifiques, avec une forte implication des institutions européennes. Le projet est sur les feuilles de route du Forum stratégique européen sur les infrastructures de recherche (ESFRI), de la physique des astroparticules du réseau européen ASPERA et de l'astrophysique du réseau européen ASTRONET.
Le CTAO (CTA Observatory) est la société légale qui de manière temporaire, en attendant la création d'une société de recherche de droit européen de type European Research Infrastructure Consortium (CRIN), prend en charge la conception de l'observatoire et sa construction en étroite collaboration avec le CTAC. Le CTAO est composé d'actionnaires de onze pays et d'une organisation intergouvernementale (l'Observatoire européen austral) ainsi que de deux pays associés. Le conseil du CTAO se réunit au minimum une fois par an. Les pays actionnaires et les organismes de recherche qui les représentent sont les suivants : 
- Australie : Australia Astronomy Limited (date d'adhésion : 2018).
- Autriche : Université d'Innsbruck (2016).
- République tchèque : Institut de physique de l'Académie tchèque des sciences (2015).
- France : (CEA) Commissariat à l'énergie atomique et aux énergies alternatives (2016).
- Allemagne : (DESY) Deutsches Elektronen-Synchrotron (2014).
- Allemagne : Institut Max-Planck (2016).
- Italie : (INAF) Istituto nazionale di astrofisica (2014).
- Italie : (INFN) Istituto nazionale di fisica nucleare (2017).
- Japon : Université de Tokyo (2015).
- Slovénie : Université de Nova Gorica (2018).
- Espagne : (IAC) Instituto de Astrofísica de Canarias (2015).
- Suisse : Université de Zurich (2014).
- Royaume-Uni : Science and Technology Facilities Council (2015).
- Pays-Bas (pays associé) : (NWO) Organisation des Pays-Bas pour la recherche scientifique (2015).
- Afrique du Sud (pays associé) : National Research Foundation (2015).

## Objectifs scientifiques
Le programme de physique de CTA va au-delà de l'astrophysique des hautes énergies et s'engage vers la cosmologie et la physique théorique.
CTA doit faire progresser la sensibilité d'un ordre de grandeur (10 fois) par rapport aux télescopes de la génération actuelle utilisant une technique d'imagerie Tcherenkov atmosphérique tels que HESS, MAGIC et VERITAS. Il doit trouver plus d'un millier de nouveaux objets célestes sources de rayons gamma soit dix fois plus que le nombre de sources recensées à l'époque de sa conception.

### Particules cosmiques relativistes
Les particules relativistes (c'est-à-dire dont la vitesse est proche de celle de la lumière) jouent un rôle majeur dans un grand nombre de phénomènes astrophysiques allant des explosions de supernovas aux galaxies actives. Au sein du milieu intergalactique de notre propre galaxie, la relation entre rayons cosmiques, nuages de gaz et champs magnétiques est mal comprise tout comme l'impact global sur le processus de formation des galaxies et leur évolution. Le CTA doit fournir les premières mesures précises des protons et noyaux présents dans les systèmes astrophysiques, fournissant dans les processus d'accélération, de transport et les mécanismes produisant les rayons cosmiques dans ces systèmes.
Le premier objectif de l'astrophysique gamma est d'identifier les sources d'accélération du rayonnement cosmique en particulier d'établir les principaux générateurs de rayons cosmiques qui sont à 99% composés de protons et de noyaux cosmiques. Le CTA doit répondre aux questions suivantes qui n'ont pas encore trouvé de réponses :
- Est-ce que les rémanents de supernova sont les seuls contributeurs majeurs des rayons cosmiques galactiques ?
- Dans quelle partie de notre galaxie sont accélérées les particules dont l'énergie va jusqu'au PeV ?
- Quelles sont les sources des électrons à haute énergie ?
- Quelles sont les sources des rayons cosmiques à très haute énergie ?

Les réponses à ces questions doivent être apportées par deux types d’observation :
- Un recensement des particules relativistes dans et en dehors de notre galaxie via des relevés systématiques et des observations en profondeur des galaxies et amas stellaires proches.
- Des mesures précises des sources archétypales dont les sources proches brillantes sont observées pour fournir des mesures spectroscopiques et des courbes de lumière permettant de comprendre les processus d'accélération des particules.

Se pose la question du rôle joué par ces particules accélérées dans les objets qui les hébergent et comment elles sont transportées sur de grandes distances. Le CTA doit cartographier les émissions autour de nombreuses sources de rayons gamma et identifier de manière à pouvoir distinguer la morphologie associée aux processus de diffusion (hadrons) et de refroidissement (électrons).

### Environnements extrêmes
L'accélération de particules à très hautes énergies est associée à des environnements extrêmes que l'on trouve près de étoiles à neutrons, des trous noirs ou dans des jets de matière relativistes ou dans des explosions. Les émissions de ces particules fournissent des informations sur ces environnements qui du fait de la distance ou de l'éloignement dans le temps ne peuvent être observées dans d'autres gammes d'énergie.

### Aux frontières de la physique
Le CTA doit contribuer à découvrir la nature et les propriétés de la matière noire. Celle-ci qui représente 27% de la masse de l'Univers et reste un grand mystère scientifique. L'observatoire doit observer l'auto-annihilation des particules de matière noire dans une large plage de masse. Le CTA doit tester l'existence de particules similaires aux axions et identifier d'éventuelles violations de l'invariance de Lorentz.

### Les régions de l'espace observées
Pour remplir avec la meilleure efficacité ces objectifs, le CTA privilégie l'observation de certaines régions du ciel : 
- Le centre de notre galaxie est une région de quelques degrés de diamètre comprenant une grand variété d'émetteurs à haute énergie, dont le trou noir supermassif, des nuages moléculaires denses, des pouponnières d'étoiles, de nombreux rémanents de supernova, etc.
- Le Grand Nuage de Magellan est une galaxie sans équivalent car elle héberge des formations exceptionnelles comme la pouponnière d'étoiles S Doradus, le groupement d'étoiles RMC 136, le rémanent de supernova SN 1987A...
- Le plan galactique.
- Les groupes de galaxies.
- Les PeVatrons, c'est-à-dire des accélérateurs de protons dont l'énergie atteint ou dépasse 1 PeV (1015 eV).
- Les pouponnières d'étoiles.
- Les galaxies actives.
- Les phénomènes transitoires.

## Caractéristiques de l'observatoire

Les trois types de télescope qui sont déployés au Chili (vue d'artiste).

Les télescopes de CTA sont installés sur deux sites, un dans chaque hémisphère :  
- Le réseau nord est hébergé par l'observatoire du Roque de los Muchachos de l'IAC à La Palma (îles Canaries)[12].
- Le réseau sud est situé à proximité de l'observatoire du Cerro Paranal de l'ESO dans le désert d'Atacama au nord du Chili. Il est situé à 11 kilomètres au sud-est du Très Grand Télescope et à 16 kilomètres du télescope géant européen (EELT) en cours de construction et qui doit être terminé en 2025[13].

Pour couvrir le très large spectre de rayons gamma observé (20 GeV à 300 TeV), trois types de télescopes doivent être déployés couvrant une surface totale de plus d'un million de m² :
- Télescope de grande taille LST (Large-Sized Telescope) est utilisé pour collecter les rayons gamma aux énergies les plus basses (20 à 100 GeV). Huit télescopes de ce type sont répartis sur les deux sites. Ceux-ci produisent une faible quantité de lumière qui pour être recueillie nécessite un très grand miroir. Celui-ci a un diamètre de 23 mètres avec un champ de vue de 4,3°. La caméra utilise des tubes photomultiplicateurs classiques de type PMT. Le télescope d'une masse totale de 103 tonnes peut pointer dans n'importe quelle direction du ciel en 30 secondes.
- Télescope de taille moyenne MST (Medium-Sized Telescope) recueille les rayons gamma de moyenne énergie (100 GeV à 10 TeV). Quarante télescopes de ce type sont répartis sur les deux sites. La miroir de 11,5 mètres de diamètre dispose d'un champ de vue de 7,5 degrés qui permet de faire des observations de grandes régions du ciel. Une version à deux miroirs, le SCT (télescope Schwarzschild-Couder) est proposée car fournissant des détails plus fins et pouvant détecter des sources plus faibles.
- Télescope de petite taille SST (Small-Sized Telescope) collecte les rayons gamma aux énergies les élevés (100 GeV et au-delà de 10 TeV). Ce sont les plus nombreux (70). Ils doivent tous être installés sur le site du Chili où ils couvrent une superficie de plusieurs kilomètres carrés. En effet le nombre de rayons gamma diminue au fur et à mesure que l'énergie augmente ce qui impose de couvrir une surface plus importante. Mais les cascades de photons sont plus importantes ce qui permet de les capter avec un miroir primaire de taille plus réduite. Ceux-ci ont un diamètre de 4,3 mètres de diamètre et leur champ de vue est de 10,5 degrés. Trois versions sont initialement proposées. L'architecture unique retenue comprend un miroir secondaire de 1,8 mètre et une caméra équipée d'un photomultiplicateur au silicium (SiPM) utilisant des circuits ASIC.

|                                                        | LST                 | MST                         | SST                                    |
| ------------------------------------------------------ | ------------------- | --------------------------- | -------------------------------------- |
| Rayonnement gamma observé                              | 20 GeV-150 GeV      | 150 GeV-5 TeV               | 5-300 TeV                              |
| Nombre télescopes                                      | 4 (site nord)       | 14 (site nord) 9 (site sud) | 37 (site sud)                          |
| Type optique                                           | Parabolique         | Davies-Cotton modifié       | Schwarzschild-Couder avec deux miroirs |
| Diamètre miroir primaire                               | 23 m                | 11,5 m                      | 4,3 m                                  |
| Diamètre miroir secondaire                             |                     |                             | 1,8 m                                  |
| Surface effective du miroir                            | 370 m²              | 88 m²                       | 8 m²                                   |
| Longueur focale                                        | 28 m                | 16 m                        | 2,15 m                                 |
| Poids total                                            | 103 tonnes          | 89 tonnes                   | 17.5 tonnes                            |
| Champ de vue                                           | 4,3°                | 7,5°                        | 8,8°                                   |
| Nombre de pixels                                       | 1 855               | 1 764/1855                  | 2 048                                  |
| Taille du pixel                                        | 0,1°                | 0,17°                       | 0,19°                                  |
| Fréquence des images                                   | > 7 kHz             | > 6 kHz                     | > 0,3 kHz                              |
| Temps de pointage vers n'importe quelle autre position | 30 secondes         | 90 secondes                 | 70 secondes                            |
| Précision du pointage                                  | < 14 secondes d'arc | < 7 secondes d'arc          | < 7 secondes d'arc                     |